# Residenztheater

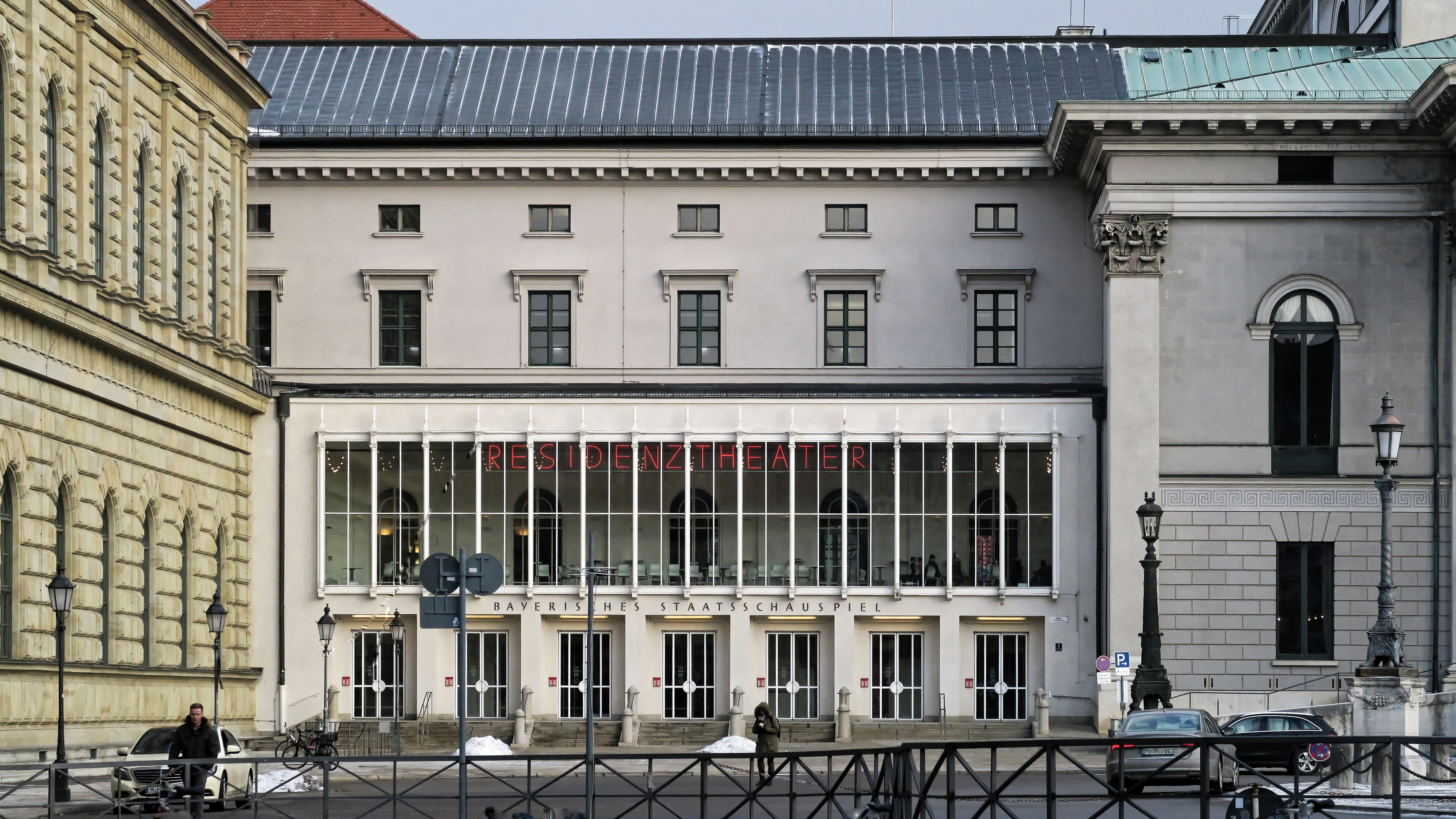
Residenztheater Mnichov

Residenztheater je divadelní budova na Max-Joseph-Platz v Mnichově a hlavní scéna Bavorské státní činohry, která se v obecném jazyku a ve všech publikacích jmenovitě ztotožňuje s názvem Residenztheater. Hovorově ji Mnichované nazývají „Resi”.

## Původní divadlo Residenztheater (1753)

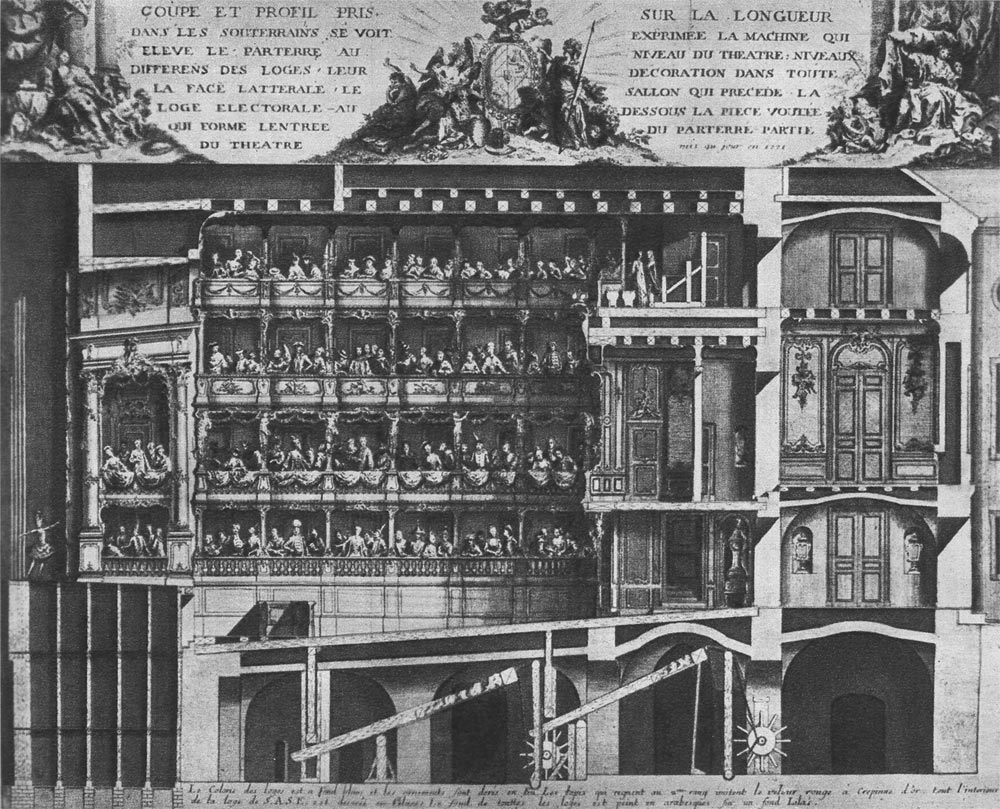
Mnichov, průřez původním královským divadlem Residenztheater (divadlo Cuvilliés). Vidět jsou mechanická zařízení, se kterými byla podlaha jeviště zvedána.

Když divadlo Salvatortheater na Salvátorském náměstí, ve kterém bavorský dvůr nechával hrát hlavně italské opery, zchátralo a divadlo v „St.-Georg-Saal" Mnichovské rezidence vyhořelo, nechal kurfiřt Maxmilián III. Josef v letech 1751 až 1753 postavit v Mnichovské rezidenci novou operní scénu, původní divadlo Residenztheater. Nádhernou rokokovou budovu navrhl dvorní architekt François de Cuvilliés starší. Podle něj je také známé jako Divadlo Cuvilliés („Cuviliiés Theater"). Slavnostní otevření proběhlo s operou Catone in Utice Giovanniho Battisty Ferrandiniho. V roce 1781 tam měla premiéru Mozartova opera Idomeneo. Když se pak první stálý německý divadelní soubor po rozpuštění italské opery „National-Schaubühne“) za kurfiřta Karla Theodora přeměnil na Kurfiřtské dvorní a Národní divadlo („Kurfürstliches Hof- und Nationaltheater“), jak se od roku 1795 jmenovalo Staré rezidenční divadlo („Altes Residenztheater"), mohlo být zchátralé divadlo na Salvátorském náměstí v roce 1799 zavřeno. Pro velké publikum však bylo s 560 místy příliš malé. Proto v Mnichově po roce 1800 vzniklo Národní divadlo, hlavní scéna Bavorské státní opery. Divadlo Residenztheater se však pro divadelní představení stále užívalo. Po nějaké době, kdy sloužilo jako sklad dekorací, bylo na přání krále Maxmiliána II. Bavorského znovu obnoveno. Během druhé světové války bylo divadlo zničeno, ale vybavení hlediště i lóží bylo včas uskladněno na jiném místě.

## Nové divadlo Residenztheater (1951)
Po zničení ve druhé světové válce bylo v letech 1949 až 1951 postaveno nové divadlo na základech původního divadla Residenztheater. Dnešní divadlo však se starým Dvorním divadlem („Hoftheater") nemá nic společného. Kromě obvodových zdí zabudovaných do nové budovy. Průčelí mezi Národním divadlem a královskou budovou Rezidence („Königsbau") navrhl architekt Karl Hocheder ve stylu klasicismu se sedmi vstupními portály v přízemí, za nímž následovala souvislá skleněná fasáda s úzkými ocelovými sloupy, za kterými se nachází Wandelhalle. Nad nimi, na odskočeném průčelí druhého patra, je šest oken s mezipatrem, kde kdysi byla královská zimní zahrada postavená v roce 1854. Uvnitř budovy vedla její vynucená poloha k osovému posunutí vstupní haly a hlediště na sever. Jevištní systém měl splňovat nejmodernější požadavky a počet diváků se měl zdvojnásobil. Architekt Karl Hocheder a profesor Adolf Linnebach, zodpovědný za jevištní techniku, navrhli divadlo s více než 1 000 místy, které ve své době mělo jedno z nejlépe vybavených jevišť z hlediska možností jeho proměn. Vzhledem k nečekaně vysokým nákladům a k málo pozoruhodnému architektonickému řešení však byla nová budova v tak důležité městské lokalitě veřejností i odbornými kruhy silně kritizována. Navzdory obtížím poválečného období bylo nově postavené divadlo Residenztheater poprvé otevřeno 28. ledna 1951 kouzelnou pohádkou Der Verschwender od Ferdinanda Raimunda. Od 1. srpna 1988 bylo divadlo rozsáhle rekonstruováno podle plánů Alexandra Freiherr von Brancas. Ztráta architektury typické pro padesátá léta však tehdy byla také kritizována. Nástropní malby vytvořil v letech 1988/89 Fred Thieler a byla jimi spotřebována většina prostředků určených na uměleckou výzdobu stavby. Dodatečné náklady ještě vznikly odstraňováním stavebních chyb, například špatného osvětlení. Divadlo bylo znovu otevřeno 18. října 1991, opět s inscenací Raimundova Der Verschwender. V roce 2011 byly ještě Konstantinem Grcicem přestavovány foayer a prostory s výhledem na Max-Joseph-Platz v prvním patře budovy. Residenztheater je hlavní scénou Bavorské státní činohry. („Das Bayerische Staatsschauspiel")

## Altes Residenztheater nebo Cuvilliés-Theater (1958)

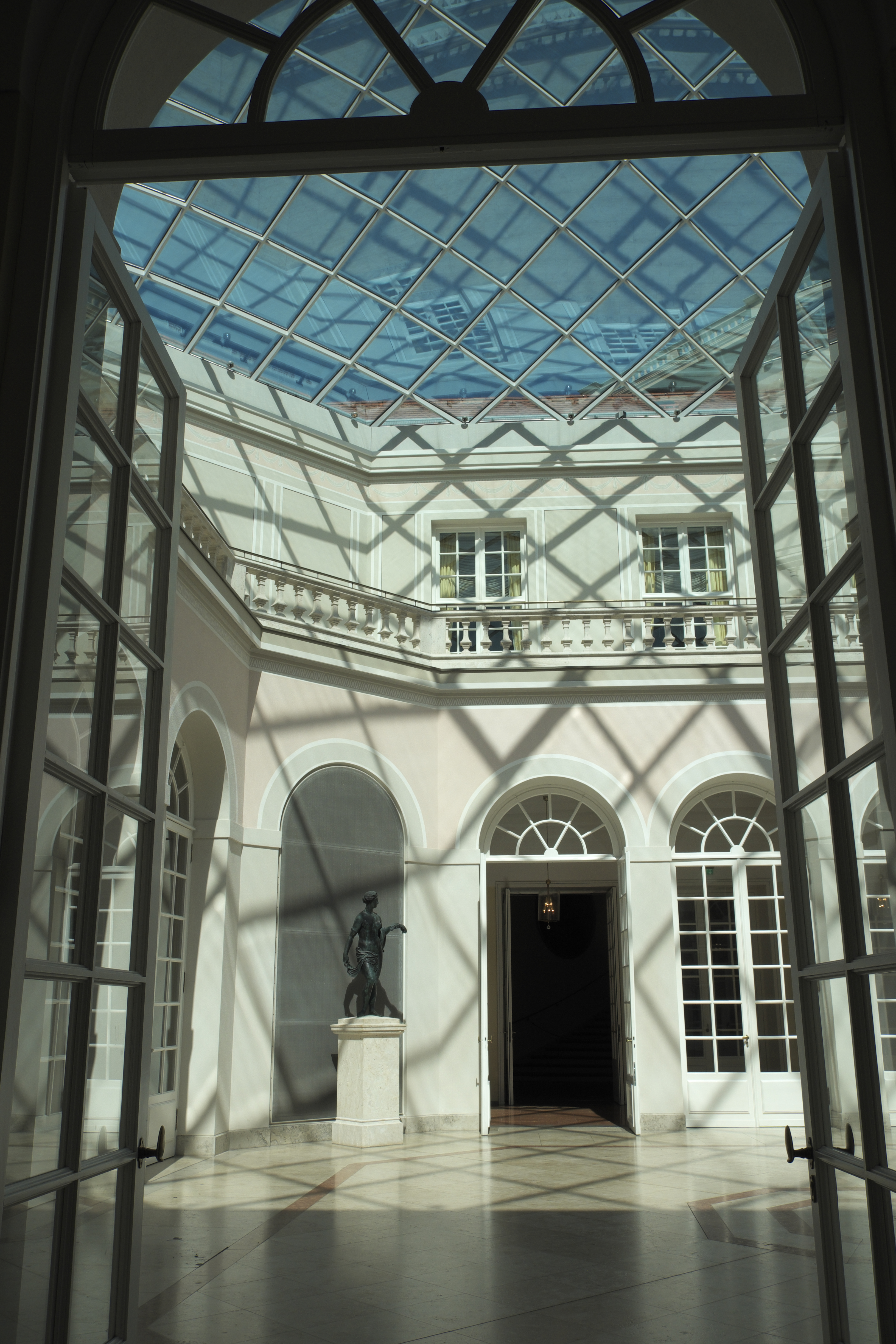
Vchod do divadla

V padesátých letech dvacátého století byly stále silnější hlasy, které požadovaly rekonstrukci starého divadla Cuvilliés. Jeho obnova na původním místě však nebyla možná, protože tam již bylo vybudováno nové divadlo Residenztheater. Nové umístění se nalezlo na jiném místě, v lékárenské části mnichovské rezidence.kde bylo divadlo nově vystavěno. Hlediště bylo z velké části věrně rekonstruováno podle originálu za pomoci původního vybavení, které bylo z divadla demontováno, během války na bezpečném místě uschováno a tak zachráněmo. Jeho název je Altes Residenztheater nebo Cuvilliés Theater. Od roku 2008 je to druhá scéna divadla Residenztheater a hrají tam soubory Bavorského státního divadla.

## Marstall
Ke konci ruku 1960 hledalo mnoho umělců alternativní scénu pro nová experimentální díla a v roce 1972 byla v rámci kulturního programu olympijských her v Mnichově slavnostně otevřena nová experimentální scéna, Marstall. Vznikla tak třetí scéna divadla Residenztheater.